# تومي آشر
تومي آشر (بالإنجليزية: Tommy Asher)‏ (21 ديسمبر 1936 في المملكة المتحدة - 11 مارس 2017) هو لاعب كرة قدم بريطاني في مركز الهجوم. لعب مع نادي بيتربورو يونايتد ونوتس كاونتي وإيكستون تاون ‏.